# Sivý vrch
Der Sivý vrch ist ein Berg in der slowakischen Westtatra mit einer Höhe von 1805 m n.m. Der aus Kalkstein und Dolomit gebildete Berg befindet sich fast am westlichen Ende des Hauptkamms und ist der höchste Berg der gleichnamigen geomorphologischen Einheit. im Westen fällt der Hauptkamm über die Felsenformation Radové skaly und den Sattel Hutianske sedlo unweit der Gemeinde Huty ab, nach Nordosten trennt der Sattel Pálenica vom Berg Zuberec. Nach Süden verläuft ein markanter Seitengrat, der die Täler Suchá dolina und Jalovecká dolina voneinander trennt.
Der Name bedeutet wörtlich „Grauer Berg“ und bezieht sich auf die hellgraue Färbung seiner Felsen. Westlich des Bergs trifft man auf bizarre Kalkformationen aus Stufen, Mauern, Blöcken, Türmchen und Nadeln, die zusammen als Skalné mesto (wörtlich Felsenstadt) bekannt sind. Weiter westlich liegt die Felsklippe Biela skala, in deren Umgebung einer Legende nach der Schatz des slowakischen Räuberführers Juraj Jánošík verborgen sein soll.
1974 wurde auf einer Fläche von 112,67 ha das Nationale Naturreservat Sivý vrch ausgerufen. Gegenstand des Schutzes ist neben den Felsenformationen auch die Vielfältigkeit der Flora mit kalkliebenden Arten. Hier findet man insgesamt 560 Arten von Gefäßpflanzen, davon 28 Endemite.
Der Sivý vrch ist über einen rot markierten Wanderweg vom Forsthaus Biela skala an der Straße II/583 von Huty nach Liptovské Matiašovce über den Gipfel und weiter zum Sattel Pálenica Richtung Berge Zuberec und Brestová zu erreichen. Möglich ist auch ein Aufstieg von Jalovec heraus: vom Abzweig Bobrovecká Vápenica zuerst über einen blau, dann grün markierten Wanderweg. Die exponierten Stellen sind durch Ketten gesichert.